# Eenayarak River
Der Eenayarak River (alternative Schreibweise: Inayarak River) ist ein etwa 90 Kilometer langer linker Nebenfluss des Kuskokwim River im südwestlichen US-Bundesstaat Alaska.

## Verlauf
Der Fluss bildet den Abfluss des Eek Lake, 30 Kilometer südlich von Bethel. Er schlängelt sich durch das Yukon-Kuskokwim-Delta, anfangs nach Süden, später nach Westen. Schließlich erreicht er den Kuskokwim River, 30 Kilometer oberhalb dessen Mündung in das Beringmeer. Früher, auf älteren Landkarten, floss der Eenayarak River 7 Kilometer weiter nach Süden und mündete in den Eek River. Heute führt nur noch ein schmaler Flussarm entlang dem ursprünglichen Flusslauf. Der Eenayarak River bildete früher einen Wasserweg von Eek zum Eek Lake. Der Eenayarak River entwässert ein Areal von ungefähr 2200 km².